# Nederlandse Supercup (handbal)
De Supercup is de prijs die de winnaar van de jaarlijkse handbalwedstrijd tussen de Nederlandse bekerwinnaar en de Nederlandse landskampioen krijgt. Indien de landskampioen ook de beker heeft gewonnen, mag de verliezend bekerfinalist deelnemen. De inrichtende macht is de Nederlands Handbal Verbond (NHV). De eerste supercup voor de heren vond plaats in 1991.

## Winnaars

### Heren
| Jaar |                                                                       | Winnaar                                                               | Score                                                                 | Verliezer                                                             |  |
| ---- | --------------------------------------------------------------------- | --------------------------------------------------------------------- | --------------------------------------------------------------------- | --------------------------------------------------------------------- |  |
| 1991 | E&O                                                                   |                                                                       | Hermes                                                                | [ 1 ]                                                                 |  |
| 1992 | Sittardia                                                             | 27-27 NS (13-11)                                                      | E&O                                                                   | [ 2 ] [ 3 ] [ 4 ]                                                     |  |
| 1993 | Blauw-Wit                                                             | 17-17 NS (11-10)                                                      | Sittardia                                                             | [ 5 ] [ 6 ]                                                           |  |
| 1994 | Sittardia                                                             | 32-24 (12-7)                                                          | Vlug en Lenig                                                         | [ 7 ]                                                                 |  |
| 1995 | Sittardia                                                             |                                                                       | Aalsmeer                                                              |                                                                       |  |
| 1996 | De wedstrijd tussen E&O en Aalsmeer is niet gespeeld.                 | De wedstrijd tussen E&O en Aalsmeer is niet gespeeld.                 | De wedstrijd tussen E&O en Aalsmeer is niet gespeeld.                 | [ 8 ]                                                                 |  |
| 1997 | Sittardia                                                             | 27-25 (15-13)                                                         | E&O                                                                   | [ 9 ]                                                                 |  |
| 1998 | Aalsmeer                                                              |                                                                       | E&O                                                                   | [ 10 ]                                                                |  |
| 1999 | Sittardia                                                             | 33-31 OT                                                              | E&O                                                                   | [ 11 ]                                                                |  |
| 2000 | Aalsmeer                                                              | 32-21 (17-11)                                                         | Tachos                                                                | [ 12 ]                                                                |  |
| 2001 | Aalsmeer                                                              | 26-25 OT (12-12, 24-24)                                               | Sittardia                                                             | [ 13 ]                                                                |  |
| 2002 | E&O                                                                   | 27-22 (12-13)                                                         | Vlug en Lenig                                                         | [ 14 ]                                                                |  |
| 2003 | Aalsmeer                                                              | 29-28 (17-16)                                                         | E&O                                                                   | [ 15 ]                                                                |  |
| 2004 | Bevo HC                                                               | 33-27 OT (13-12, 24-24)                                               | Aalsmeer                                                              | [ 16 ]                                                                |  |
| 2005 | Volendam                                                              | 35-28                                                                 | Tachos                                                                | [ 17 ]                                                                |  |
| 2006 | Volendam                                                              | 33-31 OT (15-14, 25-25)                                               | Aalsmeer                                                              | [ 18 ] [ 19 ]                                                         |  |
| 2007 | Bevo HC                                                               | 32-28 OT (12-14, 25-25)                                               | Volendam                                                              | [ 20 ]                                                                |  |
| 2008 | Aalsmeer                                                              | 35-23 (14-10)                                                         | Hellas                                                                | [ 21 ]                                                                |  |
| 2009 | Volendam                                                              | 25-23 (14-11)                                                         | Aalsmeer                                                              | [ 22 ]                                                                |  |
| 2010 | Volendam                                                              | 35-24 (20-10)                                                         | Aalsmeer                                                              | [ 23 ]                                                                |  |
| 2011 | Volendam                                                              | 28-25 (12-13)                                                         | Hurry Up                                                              | [ 24 ]                                                                |  |
| 2012 | Volendam                                                              | 30-24 (14-10)                                                         | Aalsmeer                                                              | [ 25 ]                                                                |  |
| 2013 | De wedstrijd tussen Volendam en Limburg Lions is niet gespeeld.       | De wedstrijd tussen Volendam en Limburg Lions is niet gespeeld.       | De wedstrijd tussen Volendam en Limburg Lions is niet gespeeld.       | [ 26 ]                                                                |  |
| 2014 | Bevo HC                                                               | 28-26 (14-13)                                                         | Volendam                                                              | [ 27 ]                                                                |  |
| 2015 | Volendam                                                              | 24-23 (11-12)                                                         | Limburg Lions                                                         | [ 28 ] [ 29 ]                                                         |  |
| 2016 | Limburg Lions                                                         | 32-23 (14-11)                                                         | Aalsmeer                                                              | [ 30 ] [ 31 ]                                                         |  |
| 2017 | Limburg Lions                                                         | 29-23 (19-8)                                                          | Aalsmeer                                                              | [ 32 ]                                                                |  |
| 2018 | Aalsmeer                                                              | 26-25 (12-11)                                                         | Bevo HC                                                               | [ 33 ]                                                                |  |
| 2019 | Aalsmeer                                                              | 28-27 (14-14)                                                         | Volendam                                                              | [ 34 ]                                                                |  |
| 2020 | Geen wedstrijd i.v.m. Coronacrisis in Nederland                       | Geen wedstrijd i.v.m. Coronacrisis in Nederland                       | Geen wedstrijd i.v.m. Coronacrisis in Nederland                       | Geen wedstrijd i.v.m. Coronacrisis in Nederland                       |  |
| 2021 | Geen wedstrijd i.v.m. Coronacrisis in Nederland                       | Geen wedstrijd i.v.m. Coronacrisis in Nederland                       | Geen wedstrijd i.v.m. Coronacrisis in Nederland                       | Geen wedstrijd i.v.m. Coronacrisis in Nederland                       |  |
| 2022 | Geen wedstrijd door het vroegtijdig stilleggen van de bekercompetitie | Geen wedstrijd door het vroegtijdig stilleggen van de bekercompetitie | Geen wedstrijd door het vroegtijdig stilleggen van de bekercompetitie | Geen wedstrijd door het vroegtijdig stilleggen van de bekercompetitie |  |
| 2023 | Limburg Lions                                                         | 33-32 (15-19)                                                         | Volendam                                                              | [ 35 ]                                                                |  |

### Dames
| Jaar |                                                                       | Winnaar                                                               | Score                                                                 | Verliezer                                                             |  |
| ---- | --------------------------------------------------------------------- | --------------------------------------------------------------------- | --------------------------------------------------------------------- | --------------------------------------------------------------------- |  |
| 1991 |                                                                       |                                                                       |                                                                       |                                                                       |  |
| 1992 | Swift Roermond                                                        | 19-16 (8-5)                                                           | Vlug en Lenig                                                         | [ 4 ] [ 2 ]                                                           |  |
| 1993 | Swift Roermond                                                        | 19-13 (8-5)                                                           | Vlug en Lenig                                                         | [ 5 ] [ 6 ]                                                           |  |
| 1994 | Swift Roermond                                                        | 29-15 (16-7)                                                          | Saturnus                                                              | [ 7 ]                                                                 |  |
| 1995 |                                                                       |                                                                       |                                                                       |                                                                       |  |
| 1996 | De wedstrijd tussen Swift Roermond en E&O is niet gespeeld.           | De wedstrijd tussen Swift Roermond en E&O is niet gespeeld.           | De wedstrijd tussen Swift Roermond en E&O is niet gespeeld.           | [ 36 ] [ 37 ] [ 8 ]                                                   |  |
| 1997 | Swift Roermond                                                        | 24-10 (11-5)                                                          | Hellas                                                                | [ 38 ]                                                                |  |
| 1998 | Swift Roermond                                                        | 35-23                                                                 | SEW                                                                   | [ 39 ]                                                                |  |
| 1999 |                                                                       |                                                                       |                                                                       |                                                                       |  |
| 2000 | AAC 1899                                                              | 19-17 OT (6-4, 14-14)                                                 | De Volewijckers                                                       | [ 40 ]                                                                |  |
| 2001 | SEW                                                                   | 28-24                                                                 | Hellas                                                                | [ 13 ] [ 41 ]                                                         |  |
| 2002 | Hellas                                                                | 26-25 (12-11)                                                         | SEW                                                                   | [ 14 ]                                                                |  |
| 2003 | Hellas                                                                | 24-21 (11-12)                                                         | SEW                                                                   | [ 15 ]                                                                |  |
| 2004 | De wedstrijd tussen SEW en Vlug en Lenig is niet gespeeld.            | De wedstrijd tussen SEW en Vlug en Lenig is niet gespeeld.            | De wedstrijd tussen SEW en Vlug en Lenig is niet gespeeld.            | [ 42 ]                                                                |  |
| 2005 | Hellas                                                                | 26-20 (12-6)                                                          | De Volewijckers                                                       | [ 17 ]                                                                |  |
| 2006 | Quintus                                                               | 37-21 (17-7)                                                          | BFC                                                                   | [ 43 ] [ 19 ]                                                         |  |
| 2007 | Quintus                                                               | 31-27 (12-15)                                                         | SEW                                                                   | [ 20 ]                                                                |  |
| 2008 | VOC                                                                   | 27-21 (15-5)                                                          | Quintus                                                               | [ 21 ]                                                                |  |
| 2009 | SEW                                                                   | 30-29 OT (12-19, 26-26)                                               | VOC                                                                   | [ 22 ]                                                                |  |
| 2010 | VOC                                                                   | 30-16 (14-7)                                                          | E&O                                                                   | [ 44 ] [ 23 ]                                                         |  |
| 2011 | Dalfsen                                                               | 27-20 (13-8)                                                          | SEW                                                                   | [ 45 ] [ 24 ]                                                         |  |
| 2012 | Dalfsen                                                               | 29-28 (11-11)                                                         | Quintus                                                               | [ 25 ] [ 46 ]                                                         |  |
| 2013 | Dalfsen                                                               | 41-20 (24-10)                                                         | Hellas                                                                | [ 47 ]                                                                |  |
| 2014 | Dalfsen                                                               | 28-14 (11-7)                                                          | Hellas                                                                | [ 27 ]                                                                |  |
| 2015 | Dalfsen                                                               | 32-25 (17-9)                                                          | SEW                                                                   | [ 28 ]                                                                |  |
| 2016 | VOC                                                                   | 22-17 (13-10)                                                         | Dalfsen                                                               | [ 48 ]                                                                |  |
| 2017 | Dalfsen                                                               | 33-31 (16-17)                                                         | VOC                                                                   | [ 32 ]                                                                |  |
| 2018 | Quintus                                                               | 30-20 (16-8)                                                          | VOC                                                                   | [ 49 ]                                                                |  |
| 2019 | VOC                                                                   | 26-20 (16-14)                                                         | Quintus                                                               | [ 50 ]                                                                |  |
| 2020 | Geen wedstrijd i.v.m. Coronacrisis in Nederland                       | Geen wedstrijd i.v.m. Coronacrisis in Nederland                       | Geen wedstrijd i.v.m. Coronacrisis in Nederland                       | Geen wedstrijd i.v.m. Coronacrisis in Nederland                       |  |
| 2021 | Geen wedstrijd i.v.m. Coronacrisis in Nederland                       | Geen wedstrijd i.v.m. Coronacrisis in Nederland                       | Geen wedstrijd i.v.m. Coronacrisis in Nederland                       | Geen wedstrijd i.v.m. Coronacrisis in Nederland                       |  |
| 2022 | Geen wedstrijd door het vroegtijdig stilleggen van de bekercompetitie | Geen wedstrijd door het vroegtijdig stilleggen van de bekercompetitie | Geen wedstrijd door het vroegtijdig stilleggen van de bekercompetitie | Geen wedstrijd door het vroegtijdig stilleggen van de bekercompetitie |  |
| 2023 | Venlo                                                                 | 16-30 (6-15)                                                          | VOC                                                                   | [ 51 ]                                                                |  |

## Statistieken

### Heren

#### Per club
| Aantal titels | Club          | Jaren                                    |
| ------------- | ------------- | ---------------------------------------- |
| 7             | Volendam      | 2005, 2006, 2009, 2010, 2011, 2012, 2015 |
| 7             | Aalsmeer      | 1998, 2000, 2001, 2003, 2008, 2018, 2019 |
| 6             | Sittardia     | 1992, 1994, 1995, 1997, 1999             |
| 3             | Bevo HC       | 2004, 2007, 2014                         |
| 3             | Limburg Lions | 2016, 2017, 2023                         |
| 2             | E&O           | 1991, 2002                               |
| 1             | Blauw-Wit     | 1993                                     |

(Bijgewerkt t/m 2019)

#### Per provincie
| Aantal titels | Provincie     |
| ------------- | ------------- |
| 14            | Noord-Holland |
| 12            | Limburg       |
| 2             | Drenthe       |

(Bijgewerkt t/m 2019)

### Dames

#### Per club
| Aantal titels | Club           | Jaren                              |
| ------------- | -------------- | ---------------------------------- |
| 6             | Dalfsen        | 2011, 2012, 2013, 2014, 2015, 2017 |
| 5             | Swift Roermond | 1992, 1993, 1994, 1997, 1998       |
| 4             | VOC            | 2008, 2010, 2016, 2019             |
| 3             | Hellas         | 2002, 2003, 2005                   |
| 3             | Quintus        | 2006, 2007, 2018                   |
| 2             | SEW            | 2001, 2009                         |
| 1             | AAC 1899       | 2000                               |
| 1             | Venlo          | 2023                               |

(Bijgewerkt t/m 2019)

#### Per provincie
| Aantal titels | Provincie     |
| ------------- | ------------- |
| 6             | Overijssel    |
| 6             | Zuid-Holland  |
| 6             | Noord-Holland |
| 6             | Limburg       |
| 1             | Gelderland    |

(Bijgewerkt t/m 2019)